# 小型実証衛星
小型実証衛星 (こがたじっしょうえいせい) は、日本の宇宙航空研究開発機構 (JAXA) による人工衛星のシリーズ。略称SDS (Small Demonstration Satellite)。
2008年、10年間毎年1機の小型衛星を打ち上げるプログラムと、その第1機としてのSDS-1が発表された。
宇宙用の機器・部品・システム技術などの新規技術を、事前に宇宙で実証することを目的とする。数億円・50～100kgクラスの小型衛星を継続して打ち上げ、実証実験の機会を増やすことで、実用化までの時間を従来の10年程度から5年程度に短縮することを狙う。
打ち上げにはH-IIAロケットで打ち上げる大型衛星に相乗りし、共通の衛星バスを使うなど、低コスト化される。
これまで、SDS-1とSDS-4がプロジェクト化し、2009年にSDS-1、2012年にSDS-4が打ち上げられた。SDS-2とSDS-3は、概念検討段階でSDS以外のプロジェクトに吸収されプロジェクト段階まで進まなかったため欠番である。